# Sten Wahlund (sångare)
Sten Wahlund, född 4 oktober 1940 i Stockholm, död 3 januari 2011,  var en svensk operasångare (bas). Han var son till statistikern Sten Wahlund.
Wahlund studerade sång för Arne Sunnegårdh i Stockholm och Clemens Kaiser-Breme i Essen i Tyskland. Därefter följde studier vid Kungliga Musikhögskolan 1964–1969 och Statens Musikdramatiska skola. Han debuterade som Sarastro i Mozarts Trollflöjten 1969 vid Kungliga Teatern där han också var anställd 1969–1996.
Han gästspelade internationellt bland annat i Danmark, Frankrike, Grekland, Polen, Ryssland, Storbritannien, Tyskland och Finland samt i Sverige i Dalhalla, Göteborgsoperan, Musikteatern i Värmland i Karlstad, Folkoperan och Drottningholmsteatern i Stockholm.
Wahlund medverkade vid tv-inspelningar som bland annat Kadmos i Backanterna av Daniel Börtz, don Basilio i Rossinis Barberaren i Sevilla och storinkvisitorn i Verdis Don Carlos.
Bland grammofoninspelningarna märks Backanterna (Kadmos), Alban Bergs Wozzeck (doktorn), Ingvar Lidholms Ett drömspel (advokaten), Gunnar Wennerbergs Gluntarne och De tre. Gluntarne framförde han dessutom tillsammans med Björn Asker och pianisten Gustav Asplund under 25 år på Kungliga Operan.

## Priser och utmärkelser
- 1980 – Set Svanholms minnesfond
- 1985 – Drottningholmsteaterns vänner (ur Henrik Nordmarks fond)
- 1991 – Förbundssångare vid Gotlands FBU
- 1994 – Jussi Björlingstipendiet
- Björnska fonden

## Roller (i urval)
- Gustav Lejon, Animalen av Lars Johan Werle och Tage Danielsson (även regi), Oscarsteatern (1982)[1]
- Doktorn, Wozzeck av Alban Berg
- Zuniga, Carmen av Georges Bizet
- Kadmos, Backanterna av Daniel Börtz
- Arkel, Pelléas och Mélisande av Claude Debussy
- Don Pasquale, Don Pasquale av Gaetano Donizetti
- Méphistophélès, Faust av Charles Gounod
- Advokaten, Ett drömspel av Ingvar Lidholm
- Greve Des Grieux, Manon av Jules Massenet
- Kommendören, Don Juan av Wolfgang Amadeus Mozart
- Bartolo, Figaros bröllop av Wolfgang Amadeus Mozart
- Sarastro, Trollflöjten av Wolfgang Amadeus Mozart
- Basilio i Barberaren i Sevilla av Gioacchino Rossini
- Baron Ochs, Rosenkavaljeren av Richard Strauss
- Ramfis, Aida av Giuseppe Verdi
- Storinkvisitorn, Don Carlos av Giuseppe Verdi
- Banco, Macbeth av Giuseppe Verdi
- Sparafucile, Rigoletto av Giuseppe Verdi
- Ferrando, Trubaduren  av Giuseppe Verdi
- Daland, Den flygande holländaren av Richard Wagner
- Kungen (König Heinrich), Lohengrin av Richard Wagner
- Pogner, Mästersångarna i Nürnberg av Richard Wagner
- Gurnemanz, Parsifal av Richard Wagner
- Lantgreven, Tannhäuser av Richard Wagner
- Kung Marke, Tristan och Isolde av Richard Wagner
- Fafner, Rhenguldet av Richard Wagner
- Hunding, Valkyrian av Richard Wagner
- Fafner, Siegfried av Richard Wagner
- Hagen, Ragnarök av Richard Wagner

## Filmografi
- 1993 – Backanterna
- 1994 – Fallet Paragon (TV-serie)